# بیروته گلدیکاس
بیروته گلدیکاس (انگلیسی: Birutė Galdikas؛ زادهٔ ۱۰ مهٔ ۱۹۴۶)انسان‌شناس، فعال حفاظت از حیوانات و  دانشمند در زمینه نخستی‌شناسی و رفتارشناسی جانوران اهل کانادا و لیتوانی است. وی پرفسور در دانشگاه سایمون فریزر است و مهمترین دانشمند دز زمینه شناخت اورانگوتان‌ها دانسته می‌شود که اطلاعات بسیار زیادی در مورد آنها را پژوهش و منتشر کرده‌است.
وی در مستند زاده برای وحشی بودن بوده‌است.
وی همچنین برندهٔ جوایزی همچون نشان افسری کانادا و کمک‌هزینه گوگنهایم شده‌است.